# (12374) Rakhat
(12374) Rakhat est un astéroïde de la ceinture principale.

## Description
(12374) Rakhat est un astéroïde de la ceinture principale. Il fut découvert par Charles P. de Saint-Aignan le 15 mai 1994 à l'observatoire Palomar. Il présente une orbite caractérisée par un demi-grand axe de 2,55 UA, une excentricité de 0,307 et une inclinaison de 8,98° par rapport à l'écliptique.
Il fut nommé d'après la planète imaginaire Rakhat, qui héberge la première forme de vie extraterrestre connue depuis la Terre, dans la nouvelle Le Moineau de Dieu (titre original The Sparrow) de Mary Doria Russell. Le contact est établi quand un groupe de spécialistes commandités par les Jésuites est envoyé sur la planète Rakhat. Ce premier roman de l'auteur a été couronné par le prix John-Wood-Campbell Memorial 1997, par les prix Arthur-C.-Clarke et James Tiptree, Jr. 1998 et par le prix Kurd-Lasswitz du meilleur roman étranger 2001.

## Compléments